# 's-Gravesloot
's-Gravesloot est un polder, un hameau et une ancienne commune néerlandaise de la province d'Utrecht.

## Le polder
Le polder de 's-Gravesloot a été gagné sur les marais et défriché au XIIe siècle, en partant des rives du Vieux Rhin.

## La commune
Du 1er janvier 1812 au 1er janvier 1818, la commune était regroupée avec Kamerik-Houtdijken et Kamerik-Mijzijde à la première commune de Kamerik, qui n'a existé que 6 ans.
En 1840, la commune comptait 17 maisons et 114 habitants.
Le 8 septembre 1857 's-Gravesloot a fusionné avec la commune de Kamerik-Houtdijken, Kamerik-Mijzijde et Teckop pour former la nouvelle commune de Kamerik.

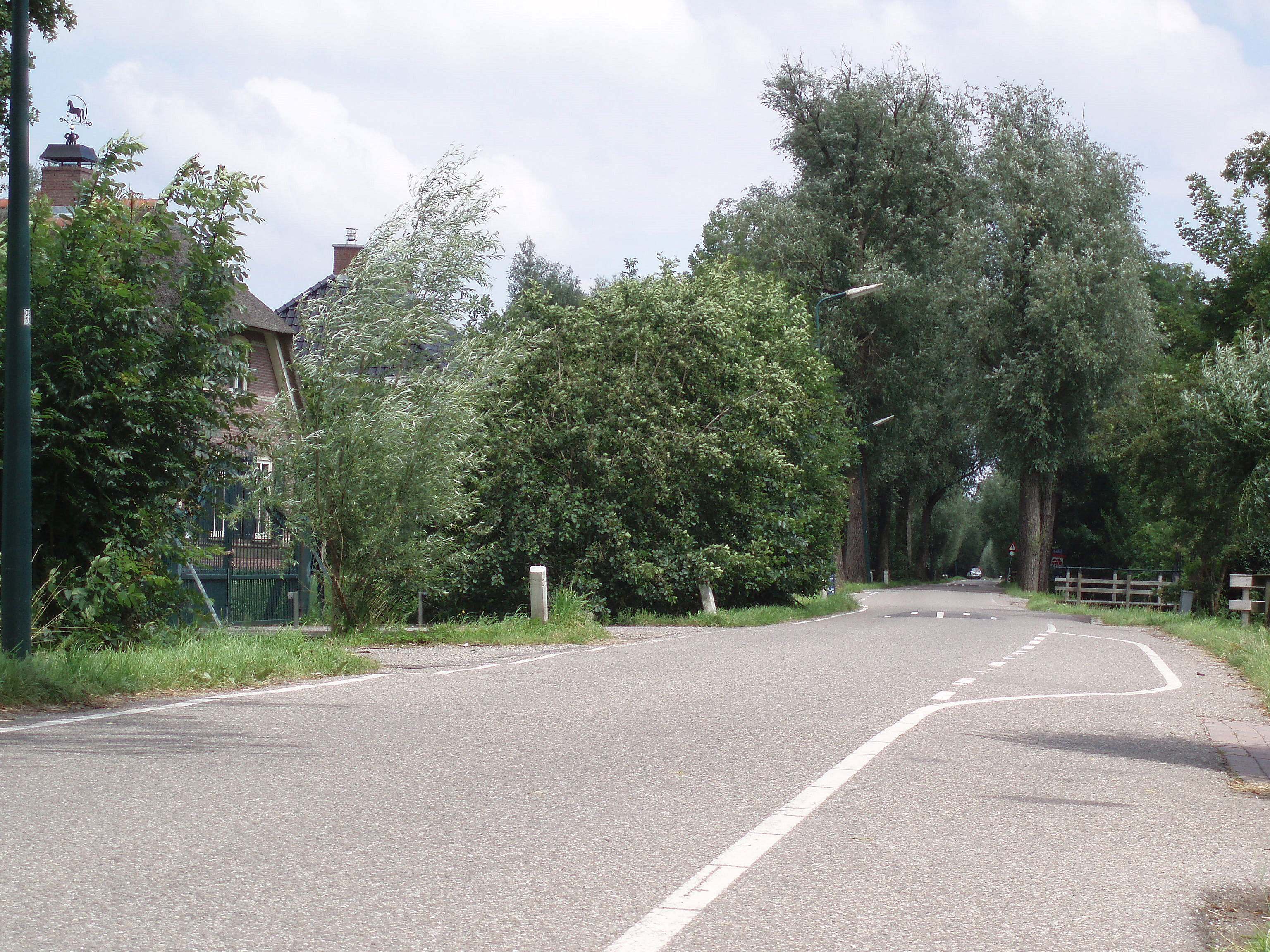
Route traversant 's-Gravesloot